# Ukrainische Leichtathletik-Meisterschaften 2019
Die Ukrainischen Leichtathletik-Meisterschaften 2019 wurden vom 21. bis 23. August im Awanhard-Stadion in Luzk ausgetragen.

## Medaillengewinner

### Männer
| Disziplin                     | Gold                       | Leistung     | Silber                 | Leistung     | Bronze               | Leistung     |
| ----------------------------- | -------------------------- | ------------ | ---------------------- | ------------ | -------------------- | ------------ |
| 100 m (Wind: +1,9 m/s)        | Stanislaw Kowalenko        | 10,48 s      | Ihor Bodrow            | 10,56 s      | Erik Kostryzja       | 10,57 s      |
| 200 m (Wind: 0,0 m/s)         | Serhij Smelyk              | 20,52 s      | Ihor Bodrow            | 21,17 s      | Dmytro Witkowskyj    | 21,43 s      |
| 400 m                         | Danylo Danylenko           | 46,66 s      | Oleksij Posdnjakow     | 47,09 s      | Dmytro Bikulow       | 47,28 s      |
| 800 m                         | Jewhen Huzol               | 1:48,06 min  | Oleh Myronez           | 1:48,17 min  | Dmytro Bikulow       | 1:48,38 min  |
| 1500 m                        | Stanislaw Maslow           | 3:54,67 min  | Jurij Kischtschenko    | 3:54,70 min  | Oleksandr Karpenko   | 3:55,23 min  |
| 5000 m                        | Wolodymyr Kyz              | 14:09,55 min | Stanislaw Maslow       | 14:10,14 min | Oleksij Obuchowskyj  | 14:16,62 min |
| 110 m Hürden (Wind: +1,8 m/s) | Artem Schamatryn           | 14,03 s      | Kyrylo Chomenko        | 14,05 s      | Oleksij Kasjanow     | 14,20 s      |
| 400 m Hürden                  | Denys Netschyporenko       | 50,78 s      | Dmytro Romanjuk        | 51,23 s      | Jurij Baranzow       | 53,06 s      |
| 3000 m Hindernis              | Wassyl Kowal               | 8:57,97 min  | Roman Rostykus         | 9:03,88 min  | Serhij Schewtschenko | 9:05,13 min  |
| Hochsprung                    | Andrij Prozenko            | 2,23 m       | Dmytro Demjanjuk       | 2,20 m       | Wadym Krawtschuk     | 2,20 m       |
| Stabhochsprung                | Kyrylo Kiru                | 5,30 m       | Taras Schewzow         | 5,30 m       | Artur Bortnikow      | 5,10 m       |
| Weitsprung                    | Wladyslaw Masur            | 8,01 m       | Jaroslaw Issatschenkow | 7,77 m       | Serhij Kruk          | 7,70 m       |
| Dreisprung                    | Oleksandr Malossilow       | 16,14 m      | Artem Konowalenko      | 15,98 m      | Oleksandr Popko      | 15,27 m      |
| Kugelstoßen                   | Roman Kokoschko            | 19,70 m      | Wiktor Samoljuk        | 19,08 m      | Ihor Mussijenko      | 18,16 m      |
| Diskuswurf                    | Mykyta Nesterenko          | 61,13 m      | Iwan Panassjuk         | 53,03 m      | Oleksij Kasjanow     | 50,97 m      |
| Hammerwurf                    | Mychajlo Kochan            | 73,94 m      | Serhij Perewosnikow    | 73,07 m      | Hlib Piskunow        | 71,85 m      |
| Speerwurf                     | Oleksandr Nytschyportschuk | 74,62 m      | Jurij Kuschniruk       | 73,61 m      | Dmytro Scheremet     | 70,14 m      |
| Zehnkampf                     | Ruslan Malohlowez          | 7330 Punkte  | Wadym Adamtschuk       | 7009 Punkte  | Jaroslaw Bohdan      | 6962 Punkte  |

### Frauen
| Disziplin                     | Gold                    | Leistung     | Silber                | Leistung     | Bronze                     | Leistung     |
| ----------------------------- | ----------------------- | ------------ | --------------------- | ------------ | -------------------------- | ------------ |
| 100 m (Wind: +2,6 m/s)        | Wiktorija Ratnikowa     | 11,53 s      | Jewa Podhorodezka     | 11,93 s      | Marija Mokrowa             | 11,96 s      |
| 200 m (Wind: −0,3 m/s)        | Tetjana Kajssen         | 23,66 s      | Jelysaweta Bryshina   | 23,72 s      | Hanna Tschubkowzowa        | 23,99 s      |
| 400 m                         | Hanna Ryschykowa        | 52,55 s      | Tetjana Melnyk        | 52,74 s      | Kateryna Klymjuk           | 53,03 s      |
| 800 m                         | Wiktorija Nikolenko     | 2:06,53 min  | Anastassija Rjemjen   | 2:06,89 min  | Julija Tschechiwska        | 2:10,89 min  |
| 1500 m                        | Hanna Mischtschenko     | 4:19,72 min  | Oryssja Demjanjuk     | 4:24,62 min  | Anastassija Rjemjen        | 4:26,95 min  |
| 5000 m                        | Wiktorija Kaljuschna    | 16:28,48 min | Marija Chodakiwska    | 16:37,98 min | Olessja Didowodjuk         | 16:55,23 min |
| 100 m Hürden (Wind: +3,2 m/s) | Hanna Plotizyna         | 13,10 s      | Oksana Schkurat       | 13,17 s      | Hanna Tschubkowzowa        | 13,25 s      |
| 400 m Hürden                  | Hanna Ryschykowa        | 55,48 s      | Marija Mykolenko      | 56,73 s      | Olena Kolesnitschenko      | 57,27 s      |
| 3000 m Hindernis              | Marija Schatalowa       | 10:12,75 min | Hanna Schmurko        | 10:23,17 min | Jaroslawa Jastreb          | 10:42,90 min |
| Hochsprung                    | Julija Lewtschenko      | 2,00 m       | Jaroslawa Mahutschich | 1,96 m       | Iryna Heraschtschenko      | 1,94 m       |
| Stabhochsprung                | Maryna Kylypko          | 4,50 m       | Jana Hladijtschuk     | 4,00 m       | Julija Maksymenko          | 3,80 m       |
| Weitsprung                    | Maryna Bech-Romantschuk | 6,79 m       | Julija Firsowa        | 6,21 m       | Anastassija Tscheremissina | 6,17 m       |
| Dreisprung 1                  | Kateryna Popowa         | 13,29 m      | Tetjana Holowtschuk   | 13,08 m      | Alina Schuch               | 12,97 m      |
| Kugelstoßen                   | Olha Holodna            | 17,32 m      | Wiktorija Klotschko   | 15,52 m      | Anna Samoljuk              | 15,52 m      |
| Diskuswurf                    | Natalija Semenowa       | 58,47 m      | Wiktorija Sawyzka     | 55,61 m      | Wiktorija Klotschko        | 51,94 m      |
| Hammerwurf                    | Iryna Klymez            | 71,08 m      | Iryna Nowoschylowa    | 65,34 m      | Walerija Iwanenko          | 60,07 m      |
| Speerwurf                     | Hanna Hazko-Fedussowa   | 55,76 m      | Tetjana Fetiskina     | 52,83 m      | Oleksandra Saryzka         | 48,73 m      |
| Siebenkampf                   | Daryna Sloboda          | 6208 Punkte  | Alina Schuch          | 6178 Punkte  | Rimma Bujnenko             | 6079 Punkte  |